# Kengo Wa Dondo
Léon Kengo Wa Dondo nato Léon Lubicz (Libenge, 22 maggio 1935) è un politico della Repubblica Democratica del Congo, già Primo ministro dello Zaire svariate volte sotto Mobutu, favorevole a quell'epoca della Globalizzazione e dell'economia di mercato.

## Biografia
Nato nel Congo Belga da padre polacco di religione ebraica e madre congolese tutsi col nome di Léon Lubicz, diventa Kengo Wa Dondo nel 1971, sotto la spinta dell'africanizzazione di Mobutu.
Più volte primo ministro di Mobutu, nel 1997 con la rivoluzione del Congo, diventa membro in parlamento, ma viene spesso citato per le sue relazioni col vecchio regime.
Nel 2005, rinuncia ad ambizioni presidenziali per presentarsi come candidato alle elezioni legislative del 2006.
L'11 maggio 2007, Kengo diviene Presidente del Senato della RDC, battendo Léonard She Okitundu, il candidato della maggioranza, l'AMP. Diventa pertanto dal 14 maggio 2007, data del suo conferimento di mandato, la seconda personalità politica della RDC.
Il 31 dicembre 2011, Léon Kengo venne aggredito da attivisti congolesi davanti alla stazione ferroviaria Gare du Nord di Parigi, Francia.